# Luddité
Luddité byli angličtí řemeslníci a dělníci, kteří na počátku 10. let 19. století utvořili sociální hnutí zvané luddismus zcela mylně nařčené z úmyslu pouze zničit stroje a překazit jejich zavádění v továrnách, poněvadž masová strojová výroba okrádala lidi o práci. Toto hnutí bylo nejrozšířenější mezi textilními řemeslníky, kteří ničili tkalcovské stroje. Luddité ve skutečnosti zcela explicitně odmítali zneužívání strojů pro vyrábění nekvalitních výrobků a zvyšování zisku pouze průmyslníků.
Pro dnešní dobu je aktuální pojem neoluddismus, který vychází z tradice odmítnutí modernizace. Neoluddité usilují o odstranění moderní technologie, která má podle nich špatný vliv na lidstvo, a o její nahrazení alternativními a šetrnějšími technologiemi.

## Sociální a filozofický kontext
Průmyslová revoluce, která začala v druhé polovině 18. století ve Velké Británii, vyvolala několik sociálních změn v tehdejší společnosti. Dříve se výroba soustředila na venkov a dělníci se živili domácí výrobou, která nyní přestala být produktivní. Rolníci se stali nekvalifikovanou pracovní silou. Kolem roku 1820 se dělníci začali přesouvat do měst za prací v továrnách. Nastala tak velká vlna urbanizace. Mezi dělníky převládal ale pocit, že stroje je okrádají o práci a viděli je jako příčinu jejich bídy. Začali tedy manifestačně rozbíjet stroje – aktivita, která získala název luddismus podle mytologické postavy anglického tkalce Neda Ludda. Toto hnutí vyvrcholilo v Anglii počátkem 19. století a ve zbytku Evropy během 30. a 40. let. V této době také vzniklo několik dělnických hnutí následována odbory a později také dělnickými stranami.
Luddité jsou v postmoderní společnosti často idealizováni různými ekologickými hnutími, jsou vnímáni jako předchůdci naší potřeby chránit přírodu (a sebe samého) před průmyslovým rozvojem, čehož dříve dosahovali ničením strojů a celkovou nevolí k technologii. Tuto teorii vyvrací americký univerzitní profesor Steven E. Jones v knize Against Technology: From the Luddities to Neo-Luddism (2006). Podle Jonese byli luddité sami o sobě technology, každý z nich byl odborníkem na určité specializované techné (řemeslo), které jim zajišťovalo obživu. S příchodem průmyslové revoluce luddité čelili tváří v tvář nahrazení vlastní kvalifikované pracovní síly stroji, které vyráběly rychleji a levněji. Důvodem ničení strojů byla tedy potřeba ochrany a zachování jejich řemeslné zručnosti (jež s příchodem průmyslové revoluce již nebyla třeba) z důvodů spíše ekonomických (boj s chudobou, zajišťování obživy) než environmentálních.

## Historie
Jméno tohoto uskupení pochází od imaginárního vůdce Neda Ludda, poté, co údajně v roce 1779 v Leicesteru rozbil pletací stroj. Pověst o něm se v lidovém podání uchovala v jeho kraji a během nepokojů 1811–12 si jej povstalí dělníci zvolili jako svůj symbol. Do dalších regionů se postava rozšířila díky ústnímu předávání nebo vlivem novin.
K hlavním nepokojům začalo docházet v Nottinghamu v březnu 1811, kde bylo zničeno na šedesát mechanických pletacích strojů.
Jeden z nejvýraznějších projevů luddismu se stal večer 4. listopadu 1811, v malé vesnici Bulwell, zhruba čtyři kilometry severně od Nottinghamu, kde se shromážděná skupina mužů rozhodla se svými sekyrami a kladivy pochodovat k domu tkalcovského mistra. Od listopadu 1811 se luddité prezentovali více disciplinovaněji. Rozbíjení strojů již nebylo prací výtržníků, ale menších organizovaných skupin, které se v noci rychle přemisťovaly z vesnice do vesnice. Z Nottinghamshire se nepokoje dále rozšířily do dalších regionů, zejména do Leicestershireu a Derbyshireu, až do února 1812. K důležitým centrům nepokojů patřily i hrabství Lancashire a Yorkshire. Mezi lety 1811 až 1812 způsobili luddité svojí činností škodu v řádu sta tisíc liber.
Britská vláda se touto situací musela zaobírat. Na luddity byly, jako na každou jinou kriminální skupinu, vypisovány odměny za účelem zjištění informací, které by vedly k jejich usvědčení. Vláda se uchýlila k využívání vyzvědačů, kterým se podařilo proniknout do určitých oblastí ovládaných luddity. Postupem času přijala britská vláda tvrdší opatření, revolty byly násilně potlačovány, luddité zatýkáni a souzeni. Zákon klasifikoval ničení strojů jako velice závažný zločin. 